# Завтра, третього квітня...
«Завтра, третього квітня…» (рос. «Завтра, третьего апреля...») — російський радянський художній фільм за мотивами оповідань Іллі Звєрєва, знятий режисером Ігорем Масленниковим на кіностудії Ленфільм в 1969 році.
Прем'єра фільму відбулася 31 травня 1971 року.

## Зміст
Незвичайне рішення прийняли учні однієї зі шкіл Ленінграда. Вони вирішили, що раз є 1-ше квітня — день розіграшів і веселощів, то справедливо було б влаштувати і день правди. Логіка підказала дату — 2-ге квітня. І ось настав цей день. Та абсолютна правда не завжди те розумне, що варто говорити. Тому забавних ситуацій виникло ще більше, ніж у День дурнів.

## Ролі
- Слава Горошенков — Вова Ряшенцев
- Наталія Данилова — Маша Гаврикова
- Коля Орлов — Орлов («художник Тютькін»)
- Женя Малянцев — Юра Фонарьов
- Володя Олькеницького — Льоня Семечкин («Льонька-телескоп»)
- Володя Пирожков — Колян
- Енеко Аксель — Аріадна Миколаївна, вчителька фізики (озвучена Мариною Нейоловою)
- Людмила Волинська — Людмила Петрівна, вчителька літератури
- Володимир Еренберг — Василь Степанович, вчитель географії
- Павло Луспекаєв — завгосп Ферапонтов
- Лариса Мальованна — мама Маші Гаврикової
- Олексій Кожевников — тато Маші Гаврикової
- Олександр Дем'яненко — лейтенант міліції
- Віктор Іллічов — Станіслав Петрович, фізик і наречений Аріадни Миколаївни
- Костянтин Райкін — старшокласник-жартівник

В епізодах:
- Андрій Щепочкін, Сережа Сікке, Маша Мальцова, Лена Павлова
- Володя Авдієв, Лена Барська, Слава Бельчиков, Андрій Чагін

## Знімальна група
- Автор сценарію: Володимир Валуцький
- Режисер-постановник: Ігор Масленніков
- Оператор-постановник: Володимир Васильєв
- Композитор: Олександр Колкер
- Виконавець пісень: Оркестр і дитячий хор Ленінградського радіо і телебачення
  - Хормейстер: Ю. Славницький
  - Диригент: Л Корхін
- Художник-постановник: Віктор Волін
- Режисер: В. Перов
- Оператор: В. Тупіцин
- Художник-декоратор: В. Слонєвський
- Художник по костюмах: В. Рахматуллина
- Художник-гример: В. Савельєва
- Мультиплікація: І. Подгорський
- Редактор: А. Безсмертний
- Музичний редактор:
- Комбіновані зйомки:
  - Оператор: Д. Желубовська
  - Художник: Л. Холмова
- Асистенти режисера: Л. Гольба, В. Каргозерова
- Асистенти оператора: А. Горбоносов, І. Рогольский
- Директор: А. Плавник

## Технічні дані
- Перше творче об'єднання
- Широкий екран
- Кольоровий
- 70 хвилин